# グネッキ・ソルディ・オルガンティノ
ニェッキ・ソルディ・オルガンティノ（オルガンティーノ・ニェッキ・ソルド/ニェッキ・ソルディ、Organtino Gnecchi‐Soldo/ Gnecchi‐Soldi, 1533年 - 1609年4月22日）は、戦国時代末期の日本で宣教活動を行ったイタリア人宣教師。カトリック司祭。イエズス会員。人柄が良く、日本人が好きだった彼は「宇留岸伴天連（うるがんばてれん）」と多くの日本人から慕われ、30年を京都で過ごす中で織田信長や豊臣秀吉などの時の権力者とも知己となり、激動の戦国時代の目撃者となった。

## 生涯
1533年北イタリアのカストで生まれたオルガンティノは22歳でイエズス会に入会した。1556年、フェラーラでイエズス会司祭に就任。ロレートの大神学校、ゴアの大神学校で教えた後で日本に派遣された。来日は1570年6月18日（元亀元年5月15日）で、天草志岐にその第一歩をしるした。着任後まず日本語と日本の習慣について学び、1573年（天正元年）から1574年（天正2年）にかけて法華経を研究した。
オルガンティノははじめから京都地区での宣教を担当し、ルイス・フロイスと共に京都での困難な宣教活動に従事した。1577年（天正5年）から30年にわたって京都地区の布教責任者をつとめた。持ち前の明るさと魅力的な人柄で日本人に大変人気があった。パンの代わりに米を食べ、仏僧のような着物を着るなど、適応主義を取ったことで日本人からの受けがよく、着任3年で近畿地方における信者数を1500から1万5,000に増やしたという。
オルガンティノとともに日本に来て九州での布教責任者となったフランシスコ・カブラルが大名の大村純忠を入信させたにもかかわらず、その頑固で短気な性格から多くの日本人を教会から遠ざけたのとは対照的だった。
オルガンティノは1576年（天正4年）に京都に聖母被昇天教会いわゆる「南蛮寺」を完成。1578年（天正6年）、荒木村重の叛乱時（有岡城の戦い）には家臣と村重の間で板ばさみになった高山右近から去就について相談を受けた。1580年（天正8年）には安土で直接織田信長に願って与えられた土地にセミナリヨを建てた。オルガンティノはこのセミナリヨの院長として働いた。最初の入学者は右近の治める高槻の出身者たちであった。第一期生の中には後に殉教するパウロ三木もいた。しかしこのセミナリヨは信長が本能寺の変で横死した後で安土城が焼かれた時に放棄された。1583年（天正11年）には豊臣秀吉に謁見して新しいセミナリヨの土地を願い、大坂に与えられたが、結局、右近の支配する高槻に設置された。
1587年（天正15年）に最初の禁教令が出されると、京都の南蛮寺は打ち壊され、高山右近は明石の領地を捨てた。オルガンティノは右近とともに表向き棄教した小西行長の領地・小豆島に逃れ、そこから京都の信徒を指導した。翌年、右近が加賀国に招かれると、オルガンティノは九州に向かった。
1591年（天正19年）、天正遣欧少年使節の帰国後、彼らと共に秀吉に拝謁。前田玄以のとりなしによって再び京都在住をゆるされた。1597年（慶長2年）には日本二十六聖人の殉教に際して、京都で彼らの耳朶が切り落とされると、それを大坂奉行の部下から受け取っている。オルガンティノは涙を流してそれらを押し頂いたという。
1605年、長崎のコレジオに移った。半生を日本宣教に捧げたオルガンティノは最晩年、長崎で病床につき、1609年（慶長14年）、76歳で没した。

## 日本観
日本に好感を持っていたオルガンティノは、書簡の中で「われら(ヨーロッパ人)はたがいに賢明に見えるが、彼ら(日本人)と比較すると、はなはだ野蛮であると思う。（中略）私には全世界じゅうでこれほど天賦の才能をもつ国民はないと思われる」と述べている。また、「日本人は怒りを表すことを好まず、儀礼的な丁寧さを好み、贈り物や親切を受けた場合はそれと同等のものを返礼しなくてはならないと感じ、互いを褒め、相手を侮辱することを好まない」とも述べている。
一方で、キリシタン大名領地における寺社破壊については、「善き事業」として賞賛し「寺院の最後の藁に至るまで焼却することを切に望む」と書簡で報告した。

### 関連作品
- 辻邦生『安土往還記』 - 登場人物のひとりとして登場する。
- 芥川龍之介『神神の微笑』